# Otego (Nowy Jork)
Otego – miasto w Stanach Zjednoczonych, w stanie Nowy Jork, w hrabstwie Otsego.